# Patricia Lynch
Pour les articles homonymes, voir Lynch.
Patricia Lynch (1898-1972) est une journaliste et femme de lettres irlandaise, auteure de littérature d'enfance et de jeunesse.

## Biographie
Née à Cork, elle suit sa scolarité et ses études en Irlande, en Angleterre, en Écosse et en Belgique. Elle devient journaliste et Sylvia Pankhurst l'envoie couvrir l'Insurrection de Pâques 1916 en Irlande pour The Workers' Dreadnought. Bien que fervente nationaliste irlandaise, elle parle avec un accent londonien tout le long de sa vie. 
Elle épouse l'historien socialiste R. M. Fox en 1922 et ils s'installent à Glasnevin. Elle publie en 1947 un livre semi-autobiographique, A Story-Teller's Childhood. Elle meurt à Monkstown dans le comté de Dublin le 1er septembre 1972.
Ses livres les plus connus sont les aventures merveilleuses de l'âne Longues-Oreilles et de ses amis Seamus et Eileen, ainsi que celles du leprechaun Brogeen (Korik en traduction française).

## Œuvres traduites
- Longues-Oreilles et ses amis (The Turf-cutter's Donkey: An Irish Story of Mystery and Adventure, 1934), G. T. Rageot, 1947.
- Longues-Oreilles en visite (The Donkey Goes Visiting: The Story of an Island Holiday, 1935), G. T. Rageot, 1948.
- Castel O'Hara  (The Mad O'Haras, 1948), G. T. Rageot, 1954.
- La Victoire de Korik (Brogeen Follows the Magic Tune, 1952), Hachette Bibliothèque rose, 1954.
- Korik et les chaussons verts (Brogeen and the Green Shoes, 1953), Hachette Bibliothèque rose, 1955.
- Korik et le lézard de bronze (Brogeen and the Bronze Lizard, 1954), Hachette Bibliothèque rose, 1959.
- La Chance de Sally (Sally from Cork, 1960), Bibliothèque de l'amitié, 1962.
- Korik et la boule d'or (Brogeen and the Princess of Sheen, 1955), Hachette Bibliothèque rose, 1963.
- Bernie où es-tu ? (Holiday at Rosquin, 1964), Bibliothèque de l'amitié, 1968.